# Karl-Heinz Becker (Pfarrer)
Karl-Heinz Becker (* 18. Oktober 1900 in Insterburg; † 30. Juni 1968 in Neustadt an der Aisch) war ein deutscher evangelischer Pfarrer, Mitglied der Bekennenden Kirche und Kritiker des Nationalsozialismus.

## Leben
Beckers Vater war Staatsanwalt. Nach dessen Tod im Jahr 1910 zog die Mutter mit ihren drei Söhnen zum Großvater, dem Juraprofessor Karl von Gareis, nach München. Hier besuchte er zusammen mit seinen zwei Brüdern das Gymnasium und engagierte sich im Bayerischen Wehrkraftverein, einer Partnerorganisation der deutschen Pfadfinderbewegung, wo er zusammen mit dem späteren Generalgouverneur in Polen, Hans Frank, ausgebildet wurde. Kurz vor Ende des Ersten Weltkrieges wurde er zum Militär eingezogen. Nach dem Notabitur 1919 war Becker in Ostpreußen bei der Grenzschutztruppe eingesetzt. 1920 beteiligte er sich an der Ruhr an Kämpfen gegen die Spartakisten.
Anschließend begann er ein Studium Rechts- und Wirtschaftswissenschaften in München und Kiel. Ab 1922 wechselte er zur Theologie in Erlangen, Berlin sowie Marburg. Während seiner Studienzeit war er zusammen mit weiteren Personen aus dem Wehrkraftverein im Jahr 1921 Mitgründer des Bundes Deutscher Neupfadfinder. 1923 und 1924 besuchte er zu Erholungs- und Bildungszwecken Schweden.
Seine theologische Laufbahn begann für Becker 1925 als Hilfsgeistlicher an verschiedenen Orten Süddeutschlands. In Ezelheim (Kreis Scheinfeld) bei Neustadt an der Aisch wurde ihm 1930 seine erste Pfarrstelle zugeteilt. Insbesondere in Mittelfranken kam er in Kontakt mit dem Nationalsozialismus, mit dem er sich kritisch auseinandersetzte und dessen Rassepolitik er strikt ablehnte. Sein damaliger Appell an den bayerischen Pfarrerverein, sich vom Nationalsozialistischen Evangelischen Pfarrerbund (NSEP) zu distanzieren, blieb unberücksichtigt. 1935 heiratete er Ruth Springborn, die Tochter eines westpreußischen Rittergutsbesitzers.
Ab 1940 nahm er als Kriegspfarrer im Rang eines Majors am Zweiten Weltkrieg teil, mit Einsätzen in Frankreich, Belgien, Ungarn, der Ukraine und in Südrussland. Insbesondere seine Erlebnisse in Südosteuropa, wo er Zeuge der Verbrechen an der Zivilbevölkerung wurde, verarbeitete er in theologischen Studien, die ihm 1944 nach einer Denunziation einen Hochverratsprozess einbrachten. Das Ende des Krieges beendete diesen Prozess vorzeitig.
Nach zwei Monaten in amerikanischer Kriegsgefangenschaft nahm er seine Stelle als Pfarrer in Ezelheim wieder auf. 1949 wechselte er ins mittelfränkische Solnhofen, 1956 ins oberbayrische Oberammergau und 1959 nach Stübach, unweit von Neustadt an der Aisch. Hier trat er 1965 in den Ruhestand. Einige Jahre später, am 30. Juni 1968, verstarb Becker in Neustadt an der Aisch, wo er auch auf dem Alten Friedhof beigesetzt wurde und ihm eine Gedenktafel gewidmet ist.
In der Zeitschrift für bayerische Kirchengeschichte (ZBKG) wird Karl-Heinz Becker zusammen mit seinem Freund Walter Höchstädter posthum für seinen persönlichen Einsatz hervorgehoben und geehrt:
„Eine vierte, zahlenmäßig sehr kleine Gruppe einzelner engagierter Laien und Theologen wie Karl-Heinz Becker, Karl Steinbauer oder Walter Höchstädter vertrat mutig, auch gegen das Verbot ihrer Kirchenleitung, sich eigenmächtig zu äußern, eine Position des Protestes.“

## Publikationen
- Die Reformatoren und das „Reich Christi zu Münster“ 1535 (= Bekennende Kirche, Schriftenreihe, herausgegeben von Christian Stoll). Christian Kaiser Verlag, München 1939

## Übersetzungen
- Gustaf Törnvall: Geistliches und weltliches Regiment bei Luther. Studien zu Luthers Weltbild und Gesellschaftsverständnis.  Aus dem Schwedischen übersetzt von Karl-Heinz Becker. Christian Kaiser Verlag, München 1947